# Ibacus novemdentatus
Ibacus novemdentatus är en kräftdjursart som beskrevs av Lewis Reeve Gibbes 1850. Ibacus novemdentatus ingår i släktet Ibacus och familjen Scyllaridae. IUCN kategoriserar arten globalt som livskraftig. Inga underarter finns listade i Catalogue of Life.

## Bildgalleri

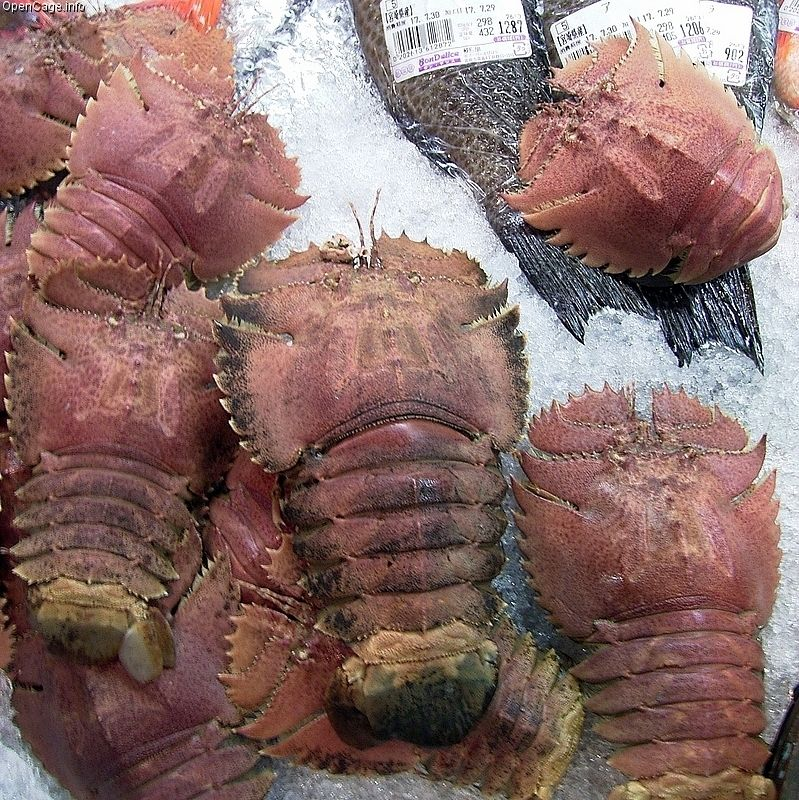